# 阿里·赛义布
阿里·赛义布（法語：Ali Saibou，1940年—2011年）是尼日尔一位政治家，1987年11月14日- 1993年4月16日先后任尼日尔最高军事委员会主席、总统，接替已故的赛义尼·孔切主席。
他出生在Ouallam地区的一个叫Dingajibanda的村庄，是尼日第二大部族扎爾馬人，与前总统赛义尼·孔切是同乡。他早期军事生涯是1954年在塞内加尔的圣路易预备学校，然后加入了第一塞内加尔Tirailleurs团。1960年在喀麦隆的一次行动中受了伤。（当时尼日尔与塞内加尔、喀麦隆同属法国殖民地。）
1960年尼日尔获得独立，赛义布作为一名警长，来到新的尼日尔军队。他参加军官学校，并于1969年被任命为恩吉格米的指挥官。1973年在阿加德兹，成为队长。赛义布积极参与了赛义尼·孔切1974年4月发动的政变，并带着他的部队从阿加德兹来到首都尼亚美。作为回报，他被赛义尼·孔切任命为负责农村经济和环境的内阁部长。1974年11月20日被任命为军队参谋长。
孔切后来怀疑赛义布的忠诚，1975年6月，他要求赛义布辞去部长职务，并放弃对武装部队的指挥权。赛义布服从命令，辞去了职务，以减轻孔切疑虑。
1987年11月10日，孔切因病突然去世。赛义布担任最高军事委员会主席，成为孔切的继任者，并设立了“全国社会发展运动”，作为尼日尔唯一的政党。1989年他批准了新宪法，并作为唯一的总统候选人参加了12月的大选。
1990年初的学生运动和一名图阿雷格人攻击事件，导致1991年召开全国会议，最终决定废除军事统治。1991年3月在“全国社会发展运动”党的代表大会上，赛义布在军队的支持下，得以保留党的领导人职务，但当年年晚些时候的全国会议禁止赛义布参加总统选举。1991年11月“全国社会发展运动”党推举坦贾·马马杜接替他成为党的领袖。1993年3月马哈曼·奥斯曼当选为总统，赛义布于4月16日移交权力后退休回到家乡。
| 前任： 赛义尼·孔切 | 尼日尔总统 1987年11月14日-1993年4月16日 | 繼任： 马哈曼·奥斯曼 |